# The Fletcher Memorial Home
The Fletcher Memorial Home ist ein Song von Roger Waters und wurde gespielt von Pink Floyd. Das Lied erschien 1983 auf dem Pink-Floyd-Album The Final Cut. Später wurde der Song auch auf den Pink-Floyd-Kompilationsalben Echoes: The Best of Pink Floyd und The Best of Pink Floyd – A Foot in the Door veröffentlicht.

## Entstehung
Das Stück handelt von der Frustration Waters über die Staatenführer in der Welt seit dem Zweiten Weltkrieg. Dabei werden dementsprechend auch die Namen im Text genannt (Ronald Reagan, Alexander Haig, Menachem Begin, Margaret Thatcher, Ian Paisley, Leonid Breschnew, Joseph McCarthy und Richard Nixon). Waters schlägt in den Verszeilen vor, die „colonial wasters of life and limb“ (kolonialen Verschwender von Leib und Leben) in ein besonders eingerichtetes Altersheim zu bringen. Er beschreibt dabei die Führer als „overgrown infants“ (ausgewachsene Säuglinge) und „incurable tyrants“ (unheilbare Tyrannen) und stellt die These auf, dass diese Personen nicht im Stande sind, etwas anderes zu verstehen als Gewalt oder ihre eigenen Gesichter auf dem Fernsehbildschirm.
In den abschließenden Zeilen des Stückes führt Waters die „Tyrannen“ in das Fletcher Memorial Home und stellt sich vor, wie die „Final Solution“ (Endlösung) auf sie angewendet wird.
Der Name Fletcher in dem Lied ist eine Ehrung und eine Erinnerung an Roger Waters Vater, Eric Fletcher Waters, der im Zweiten Weltkrieg 1944 im italienischen Anzio starb.

## Musiker
- Roger Waters – Gesang, Bass
- David Gilmour – Gitarre
- Nick Mason – Schlagzeug

zusammen mit:
- The National Philharmonic Orchestra dirigiert von Michael Kamen
- Michael Kamen – Klavier